# Ammoniumphosphat
Ammoniumphosphat (genauer Triammoniumphosphat) ist ein Ammoniumsalz der Phosphorsäure. Es bildet gut wasserlösliche Kristalle als Trihydrat. 
Neben Triammoniumphosphat existieren auch noch Mono-Ammoniumphosphat (NH4)H2PO4, Di-Ammoniumphosphat (NH4)2HPO4 und Ammoniumpolyphosphate [NH4PO3]n.

## Darstellung
Ammoniumphosphat kann durch Umsatz von Diammoniumhydrogenphosphat mit gasförmigen Ammoniak dargestellt werden.
Ebenfalls möglich ist die Darstellung durch die Neutralisation von Ammoniak mit Phosphorsäure:
{\displaystyle \mathrm {3\ NH_{3}+H_{3}PO_{4}\longrightarrow (NH_{4})_{3}PO_{4}} }

## Eigenschaften
Ammoniumphosphat ist im festen Zustand instabil. Es zerfällt unter Abgabe von Ammoniak. Das Trihydrat bildet Kristalle mit der Raumgruppe P21/c (Raumgruppen-Nr. 14).

## Verwendung
Ammoniumphosphat und Ammoniumpolyphosphate werden als Flammschutzmittel, Brandschutzbeschichtung sowie als Düngemittel eingesetzt.